# Ibn Gharsiya
Abu-Àmir Àhmad ibn Gharsiya al-Baixqunsí (àrab: أبو عامر أحمد بن غرسية البشكنسي, Abū ʿĀmir Aḥmad b. Ḡarsiya al-Baxkunsī), més conegut simplement com a Ibn Gharsiya (mort vers 1084), fou un escriptor i poeta andalusí en llengua àrab que va viure a Dénia al servei del rei Mujàhid ibn Abd-Al·lah, vers 1010-1044, i després del seu fill Alí ibn Mujàhid Iqbal-ad-Dawla.
D'origen basc i cristià, va ser un dels líders del moviment aix-xubiyya a l'Àndalus, que protestava contra la superioritat jeràrquica dels àrabs dins la societat. Alhora, va advocar amb convenciment per l'adopció de la llengua i la cultura àrabs per tal de cohesionar de manera igualitària i justa els diversos orígens socials.
Va deixar diverses poesies i sobretot una rissala o carta en la qual va mirar d'establir la superioritat religiosa dels nous conversos en relació als àrabs.